# Pavel Kvasil
Pavel Kvasil (27 de junio de 1939) es un deportista checoslovaco que compitió en piragüismo en la modalidad de aguas tranquilas. Ganó una medalla de bronce en el Campeonato Mundial de Piragüismo de 1966 en la prueba de K2 10 000 m.
Participó en los Juegos Olímpicos de Múnich 1972, donde finalizó noveno en la prueba K4 1000 m

## Palmarés internacional
| Campeonato Mundial | Campeonato Mundial    | Campeonato Mundial | Campeonato Mundial |
| Año                | Lugar                 | Medalla            | Evento             |
| ------------------ | --------------------- | ------------------ | ------------------ |
| 1966               | Berlín Oriental (RDA) | Medalla de bronce  | K2 10 000 m        |